# Balthasar van der Ast
Balthasar van der Ast (født 1593/4, Middelburg, død 1657, Delft) var en nederlandsk kunstmaler. Han er kendt for at specialisere sig i stilleben af blomster og frugt samt konkylier. Hans stilleben viser ofte insekter og firben. Insekterne havde den moralsk symbolværdi ved at vise, at alt jordisk foregår. På samme vis som blomster, der visner. Han blandede gerne blomster sammen, som ikke blomstrer på samme årstid.
I Danmark er han repræsenteret på Statens Museum for Kunst med to værker: Nature Morte samt Stilleben med frugt og to papegøjer.

## Liv
Balthasar van der Ast blev født i den sydlige nederlandske provins Zeeland i en velhavende familie, der levede af handel med uld. Der er ingen optegnelser om hans fødsel, men den 30. juni 1618 antyder nogle juridiske dokumenter i forbindelse med en sag ført af hans ældre bror, at Balthasar var 25 år gammel. Det fastsætter hans fødeår til 1593 eller 1594. Broderen var enkemand, da han døde i 1609, hvorefter den forældreløse Balthasar flyttede til sin ældre søster, Maria, og hendes mand siden 1604, som var den fremtrædende kunstmaler Ambrosius Bosschaert (1573–1621). Balthasar kom i lære hos Bosschaert, og Balthasars tidlige værker viser  tydeligt Bosschaerts hånd. Balthasar gengældte senere Bosschaerts hjælp ved at oplære Bosschaerts tre sønner: Ambrosius Bosschaert (Ambrosius den Yngre; 1609–1645), Johannes (c.1612/3-1628 eller senere), og Abraham (1606-1683/4) efter deres fars død. De malede alle stilleben og kaldes "Bosschaert dynastiet".
Balthasar fulgte familien Bosschaert, da den flyttede til Bergen op Zoom i 1615 og i 1619 til Utrecht, hvor Balthasar indgik i Sankt Lukasgildet. Roelant Savery (1576–1639) blev optaget i lavet omtrent samtidigt og fik en betydelig indflydelse på Balthasars stil i de næste år og i særdeleshed på Balthasars interesse for farvetoner. Antagelig var Jan Davidszoon de Heem (1606-1683/4) Balthasars elev i Utrecht.
Balthasar blev i Utrecht til 1632, hvorefter han flyttede til Delft og der tilsluttede sig det lokale Lukasgilde den 22. juni 1633.  Den 26. februar 1633 giftede han sig med Margrieta Jans van Buijeren. Hun fødte ham to døtre, Maira og Helena. I Delft boede familien i et hus på Cellebroerstraat til 1640 og derefter i et hus på Oude Delft til hans død i 1657. Han er begravet i Den gamle kirke i Delft.

## Billedgalleri
- Firben og konkylier, Musée de l'hôtel Sandelin. Saint-Omer, Frankrig
- Stilleben med frugt, konkylier og en tulipan, 1620. Mauritshuis, Haag
- Stilleben med konkylier Museum Boijmans Van Beuningen. Rotterdam
- Stilleben, c.1628. British Museum, London